# علی عباسی (تهیه‌کننده)
علی عباسی (زادهٔ ۱۳۲۲ در تهران) تهیه‌کننده سینما، نویسنده و ناشر اهل ایران است. او دانش‌آموختهٔ اقتصاد و علوم اداری از دانشگاه تهران است. عباسی از سال ۱۳۳۸ در نشریات ایران می‌نوشت و در سال‌های ۱۳۴۳–۱۳۴۵ به اتفاق خسرو شاهدوستی از ناشرین مجلهٔ ستارهٔ سینما بود.

## انتشار کتاب
در سال ۱۳۹۷ کتاب «علی عباسی تقدیم می‌کند: روایت یک کابوس سی ساله»، نوشتهٔ قصیده گلمکانی، توسط نشر چشمه منتشر شد. این کتاب بیش از آن که شرح خاطرات عباسی باشد روایت «سوزانده‌شدن نگاتیو» فیلم‌های او و در پی آن مهاجرت اوست.
همچنین فیلم مستندی به نام سیب‌های درخت آلو به کارگردانی قصیده گلمکانی از زندگی وی ساخته شده‌است.

## فیلم‌شناسی
عباسی تهیه‌کنندگی فیلم‌های زیر را بر عهده داشته‌است. از این میان شهادت فیلم مستند است.
- جعفرخان از فرنگ برگشته (۱۳۶۶)
- شهادت (۱۳۵۸)
- خاکستری (۱۳۵۶)
- سوته‌دلان (۱۳۵۶)
- بت (۱۳۵۵)
- بیدار در شهر (۱۳۵۵)
- شام آخر (۱۳۵۵)
- خانه‌خراب (۱۳۵۴)
- شب غریبان (۱۳۵۴)
- نازنین (۱۳۵۴)
- سازش (۱۳۵۳)
- تنگسیر (۱۳۵۲)
- تنگنا (۱۳۵۲)
- حسن سیاه (۱۳۵۱)
- رشید (۱۳۵۰)
- صمد و قالیچه حضرت سلیمان (۱۳۵۰)
- لوطی (۱۳۵۰)
- پنجره (۱۳۴۹)
- رضا موتوری (۱۳۴۹)
- حسن کچل (۱۳۴۸)
- نعره طوفان (۱۳۴۸)
- هنگامه (۱۳۴۷)
- سه جوانمرد (۱۳۴۶)

## جشنواره‌ها
- برنده جایزه بهترین فیلم برای فیلم حسن کچل از سومین دوره جشنواره سینمایی سپاس تهران - ۱۳۴۹
- برنده جایزه مخصوص و دیپلم افتخار بهترین فیلم برای فیلم سوته‌دلان از ششمین دوره جشنواره فیلم تهران - ۱۳۵۶